# 曾錦強
曾錦強（英語：KK Tsang；?—），人稱KK，香港廣告從業者。常於報章撰寫專欄，亦有著書。其兄曾錦程亦為廣告從業者。

## 生平
曾錦強1989年畢業於香港中文大學統計學系，主修統計，副修市場營銷及經濟。
畢業後曾短暫從事床褥營銷兩個月，然後加入廣告行業。最初於麥肯集團企下麥肯光明廣告公司任職媒介主任，後於WPP集團旗下的奧美任職四年（其兄曾錦程該時期亦曾任職於奧美），晉升至媒介總監。1997年，奧美與智威湯遜的媒介部合併，成立傳立媒體，曾錦強調往旗下香港區的傳立廣告有限公司，晉升至行政總裁。
38歲（約2006年），成為跨國廣告公司GroupM的香港區行政總裁。
2012年，離開GroupM，與其兄曾錦程及施永青創立廣告營銷集團The Bees Group，曾錦強為最大股東。

## 個人生活
曾錦強與其兄曾錦程於小學、中學、大學均同校就讀，曾錦程畢業於香港中文大學（中大）新聞與傳播學系，亦從事廣告業。曾錦強的太太是中大英文系校友，後來從事兒童教育。兩人育有一子一女，兒子亦於中大修讀生物醫學工程。

## 著作
曾錦強的著作多以營商、企業管理、個人管理為主題，較少涉及廣告創作。
- 《自強不息》（於《am730》發表的專欄文章合集，圓桌精英出版，2012年，ISBN： 9789881590138）[7]
- 《有一種懶惰叫忙碌》（青馬文化事業出版，2013年，ISBN：9789888156597）[8]
- 《上位》（天窗出版社出版，2015年，ISBN： 9789888292615）[9][10]
- 《商贏》（天窗出版社出版，2016年，ISBN： 9789888395071）[11]
- 《總裁爸爸：「懶」出親子情》（中華書局出版，2016年，ISBN：9789888394906）[12][13]